# Tomtar på loftet (radioprogram)
Tomtar på loftet var SR:s julkalender 1977. Programmet innehåller mycket musik och Monica "Mecka" Lind skrev manus och låttexter medan musikgruppen Klapp och Klapp framförde musiken som tonsatts av Ivan Renliden. Irène Winqvist var producent.

## Handling
7-åriga Lisa (Lisa Åberg) tröttnar på sin mammas städande inför jul och går upp på deras stökiga vind. Där finns många spännande saker, kanske något roligt att leka med i väntan på julafton?
Uppe på vinden döljer sig många hemligheter, och minnen som vill bli ihågkomna. Med sin fantasi får Lisa en gammal trattgrammofon och ett gammalt grönt piano att bli levande och spela musik. En stor Amerikakoffert rymmer också många historier. Figuren Klockfia går som hon vill, och är en groda verkligen alltid en groda? Lisa kommer dock fram till att "ett skratt alltid är ett skratt".

## Papperskalender

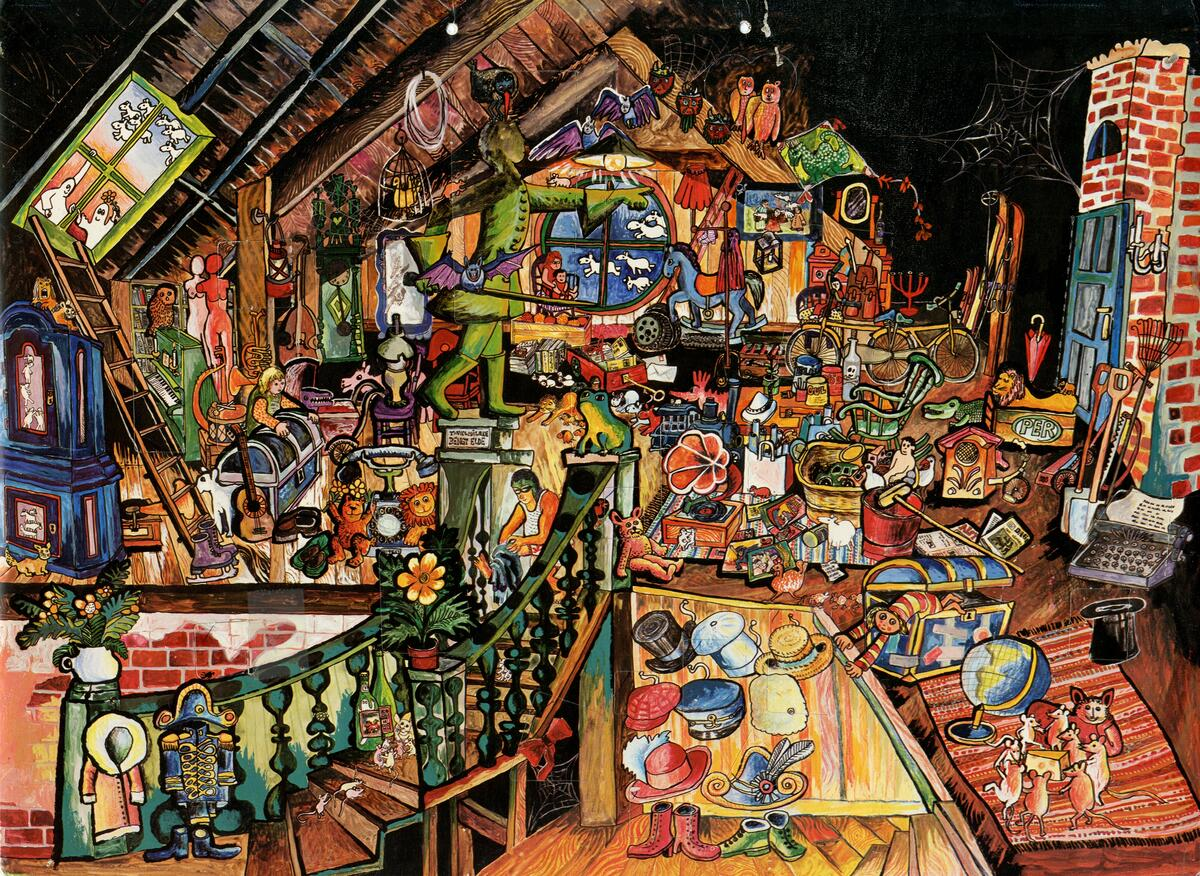
Papperskalendern

Årets papperskalender ritades av Bengt Elde och föreställer välfyllda vinden som julkalendern utspelar sig på.

### Fotnoter
1. 1 2  Stenudd, Solveig (2004). Teskedsgumman, Pettson, Pelle Svanslös och alla de andra : julkalendern i radio och TV genom tiderna (Ny, utök. version). Sveriges television (SVT). sid. 54-55. ISBN 91-975013-0-1. OCLC 186559284. https://www.worldcat.org/oclc/186559284. Läst 12 februari 2023
2. ↑  ”1977, Tomtar på loftet”. Sveriges Radio. http://sverigesradio.se/barn/julkalendrar/1977.stm. Läst 30 augusti 2015.